# 데므치그돈로브
데므치그돈로브(몽골어: Дэмчигдонров(몽골식 키릴 문자), ᠳᠡᠮᠴᠣᠭᠳᠣᠨᠷᠤᠪ, 중국어: 德穆楚克棟魯普, 병음: Démùchǔkèdònglǔpǔ 더무추커둥루푸[*], 1902년 2월 8일 ~ 1966년 5월 23일)는 중화인민공화국의 정치인이다. 청나라 말기의 작위는 덕왕(중국어: 德王, 병음: De Wang)이다.
1908년 3월 10일 왕위에 책봉되었으며 청나라 멸망후 몽골민족주의운동의 대표적인 인물로서 중일전쟁 중 몽강연합자치정부 통령을 지내며 몽골족의 통일과 독립을 위하여 일제에 협력하였다. 데므치그돈로브는 1939년부터 1945년까지 몽강연합자치정부 통령을 역임하였는데 1939년부터 2년간 직접통치하였고 1940년에 몽강국 명예 내몽골 지상군 원수로 전역하였으며 1944년부터 2년간 2차 직접적 통치하였다. 제2차 세계대전 말기에는 장제스와 화해하고 반공전에 참가하였다. 종전 직후에는 반공주의를 탈피하여 중국 공산당 내몽골인민위원회 참의원을 거쳐 중국인민정치협상회의 전국위원을 지냈다.

## 같이 보기
- 중일 전쟁
- 몽강연합자치정부
- 내몽골 자치구